# Thịnh vượng chung (tiểu bang Hoa Kỳ)

Các tiểu bang thịnh vượng chung của Hoa Kỳ màu đỏ.

Bốn trong số các tiểu bang tạo thành Hoa Kỳ chính thức sử dụng danh xưng "Thịnh vượng chung". Các tiểu bang này là Kentucky, Massachusetts, Pennsylvania, và Virginia.
Danh xưng này, không có ảnh hưởng gì đến hiến pháp, nhấn mạnh ý nghĩa rằng họ (các tiểu bang) có một "chính quyền dựa vào sự ưng thuận chung của toàn dân" đối nghịch lại một chính quyền được hợp thức hóa qua thể chế thuộc địa hoàng gia mà được Vương quốc Anh dựng lên trước kia. Từ thịnh vượng chung trong văn mạch này ám chỉ đến "sự thịnh vượng" tổng thể hay phúc lợi của toàn dân.
Ngoài bốn tiểu bang vừa nêu, các tiểu bang khác cũng có thể, đôi khi, dùng thuật từ "thịnh vượng chung" để tự ám chỉ mình. Tiểu bang Vermont, chẳng hạn, dùng thuật từ "thịnh vượng chung" ba lần trong hiến pháp của mình xen kẽ với thuật từ "tiểu bang". Delaware cũng tự gọi mình là một "Thịnh vượng chung" trong bản hiến pháp năm 1776 của mình.

## Thịnh vượng chung Kentucky

Cờ Kentucky

Ngày 28 tháng 9 năm 1786, cư dân Quận Kentucky bắt đầu thỉnh nguyện Lập pháp Thịnh vượng chung Virginia cho phép trở thành tiểu bang. Họ muốn quận của mình được công nhận là một "tiểu bang độc lập và tự do, được biết đến với tên gọi Thịnh vượng chung Kentucky." Ngày 1 tháng 6 năm 1792, Quận Kentucky chính thức trở thành một tiểu bang. "Thịnh vượng chung Kentucky" xuất hiện trong văn bản Hiến pháp Kentucky vào năm 1850; trước thay đổi này, "Tiểu bang Kentucky" được sử dụng trong hiến pháp.
Kentucky là tiểu bang duy nhất bên ngoài 13 thuộc địa ban đầu sử dụng từ "Thịnh vượng chung" trong tên gọi của mình (mặc dù vào thời điểm độc lập, nó từng là một phần đất của Thịnh vượng chung Virginia).

## Thịnh vượng chung Massachusetts

Cờ Massachusetts

Massachusetts được chính thức đặt tên là "Thịnh vượng chung Massachusetts" bởi hiến pháp của mình. Tên "Tiểu bang Vịnh Massachusetts" được sử dụng trong tất cả các đạo luật và nghị quyết cho đến năm 1780 và lúc thảo ra hiến pháp. Tên hiện tại có nguồn gốc từ bản thảo thứ hai hiến pháp của tiểu bang mà do John Adams viết ra và được thông qua và năm 1780.
Tại Massachusetts, từ tiểu bang đôi khi được sử dụng như tên chính thức nhưng thường trong các danh từ phức hợp hơn là danh từ đứng riêng một mình. Bằng chứng là tên gọi cơ quan "Cảnh sát Tiểu bang Massachusetts," Hạ viện Tiểu bang Massachusetts và "Bệnh viện Tiểu bang Bridgewater".

## Thịnh vượng chung Pennsylvania

Cờ Pennsylvania

Con dấu Pennsylvania không sử dụng thuật từ này nhưng các trình tự pháp lý đều sử dụng tên gọi thịnh vương chung và nó là tên gọi chính thức truyền thống khi ám chỉ đến tiểu bang. Năm 1776, hiến pháp đầu tiên của Pennsylvania ám chỉ nó vừa là "Thịnh vượng chung" vừa là "Tiểu bang", việc sử dụng tên gọi như thế tồn tại trong các hiến pháp tiểu bang của năm 1790, 1838, 1874 và 1968.

## Thịnh vượng chung Virginia

Cờ Virginia

Tên "Thịnh vượng chung Virginia" có nguồn gốc từ thời Virginia độc lập khỏi Vương quốc Anh. Hiến pháp đầu tiên của Virginia (được thông qua ngày 29 tháng 6 năm 1776) chỉ thị rằng "các hội đồng và các ban sẽ điều hành, nhân danh Thịnh vượng chung Virginia, và tiếp nhận thử thách từ Thống đốc với con dấu của Thịnh vượng chung đi kèm." Bộ trưởng Ngoại giao Thịnh vượng chung vẫn còn đặc cách công việc theo kiểu như thế này.
Tại Virginia, từ Tiểu bang đôi khi được sử dụng trong kiểu cách chính thức, nhưng thường thường trong các danh từ phức hợp hơn là danh từ đứng riêng một mình. Bằng chứng là tên cơ quan "Cảnh sát Tiểu bang Virginia".

## Xử án tội phạm
Tại Kentucky, Massachusetts, Pennsylvania, và Virginia, xử án tội phạm được tiến hành với danh nghĩa "Thịnh vượng chung." Tại California, Colorado, Illinois, Michigan, và tiểu bang New York, tội phạm bị xét xử với danh nghĩa "nhân dân". Tại tất cả các tiểu bang khác, xử án tội phạm được tiến hành với danh nghĩa "Tiểu bang" trong khi xử án tội phạm liên bang được tiến hành với danh nghĩa Hợp chúng quốc Hoa Kỳ"